# Bundesstraße 301
Pour les articles homonymes, voir Route 301.
La Bundesstraße 301 est une Bundesstraße du Land de Bavière.

## Géographie
La B 301 est une route en deux parties d'Abensberg à Ismaning.
La section nord commence à Abensberg et traverse le Hallertau par Mainburg jusqu'à Freising. D'Abensberg à Attenkirchen, elle est également connue sous le nom de route allemande du houblon. En raison de l'augmentation du trafic, notamment à cause de la connexion à l'aéroport de Munich, un contournement de cinq kilomètres est construit autour d'Au in der Hallertau et ouvert à la circulation en décembre 2011. La rocade nord-est de près de 4 km de Freising ouvre le 23 novembre 2020. L'itinéraire bifurque de la route précédente à Erlau et rejoint la Staatsstraße 2350 (anciennement B 11) à Marzling. Avec le passage de la section de la B 11 entre Munich et Moosburg en Staatsstraße 2350, la partie de la B 11 entre l'extrémité précédente de la B 301 et Marzling, ainsi que la ligne d'arrivée de l'autoroute (anciennement B 11a) est de nouveau dédiée à la B 301, de sorte qu'elle se termine à la jonction est de Freising.
La section sud de Freising existe depuis 2013 et est également connue sous le nom d'Isarparallele. La Bundesstraße commence à la jonction Freising Mitte sur l'A 92 et se termine à Fischerhäuser sur la Bundesstraße 388. Elle complète la connexion routière de l'aéroport. L'itinéraire nouvellement construit entre Fischerhäuser et Goldach passe juste à côté des voies de la ligne de Munich-Est à l'aéroport de Munich. Dans la zone de la jonction avec la ligne d'arrivée de l'aéroport depuis l'A 92, la Bundesstraße traverse cette voie ferrée et la ligne de Neufahrn qui mène à la ligne de Munich à Ratisbonne.

## Source
- (de) Cet article est partiellement ou en totalité issu de l’article de Wikipédia en allemand intitulé « Bundesstraße 301 » (voir la liste des auteurs).